# All Nations University College

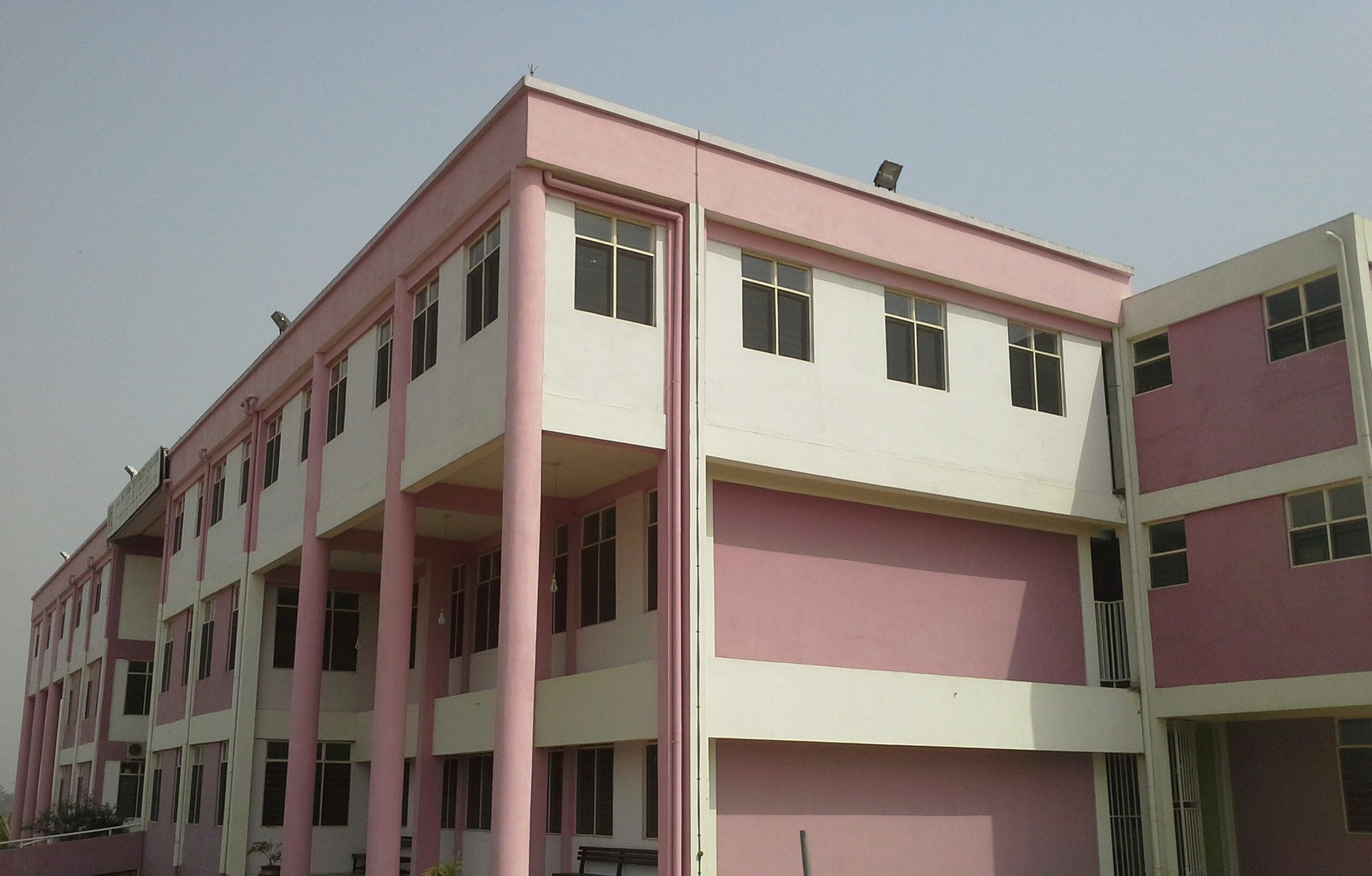
Engineering School des All Nations University

Das All Nations University (englisch für Universität aller Nationen) (kurz: ANU) in Koforidua ist ein University in Ghana, das der Karunya University in Karunya Nagar bei Coimbatore, Indien angeschlossen ist. Dieses christliche Bildungsinstitut des Karunya Institute of Technology and Sciences der Karunya-Universität wurde vom heutigen Direktor Samuel Donkor gegründet.
Samuel Donkor ist auch Begründer der All Nations Full Gospel Church. Das ANU wurde im Oktober 2002 gegründet und begann die Ausbildung mit 37 Studenten. Im Januar 2005 waren bereits 550 Studierende an der Universität eingeschrieben.
An der ANU können die Bachelor-Abschlüsse in Informatik, Betriebswirtschaftslehre, Elektronik und Kommunikation, biometrische Ingenieurwissenschaften sowie Computeringenieurwesen absolviert werden.
Die Universität bietet folgende Aufbaustudiengänge an: Doctor of Philosophy in Theologie, Master of Philosophy in Theologie, Master of Arts in Theologie, Master of Business Administration in Krankenhausmanagement, Master of Business Administration in Informationstechnologie, Master of Philosophy in Betriebswirtschaftslehre, Master of Science in Cybersicherheit, Master of Business Administration in Finanzen, Master of Business Administration in Marketing und Strategie und Master of Business Administration in Rechnungswesen.